# Вильямс, Ипехе
Ипехе Вильямс (фр. Ipehe Williams; род. 7 августа 2001) —  ивуарийский футболист, нападающий клуба «Ван» (Чаренцаван).

## Карьера

### «Ван»
В феврале 2022 года стал игроком клуба «Ван» из Чаренцавана. Дебютировал в Премьер-лиге Армении 20 февраля 2022 года в матче с «Урарту». Отдал голевую передачу в матче с «Арарат-Армения». В Кубке Армении дебютировал в матче полуфинала с «Урарту». 